# Battaglia della baia di Liaoluo
La battaglia della baia di Liaoluo (in cinese: 料羅灣海戰) si svolse al largo delle coste della regione del Fujian, nel sud-est della Cina, e coinvolse la Compagnia olandese delle Indie orientali e la fotta cinese della dinastia Ming. La battaglia navale venne combattuta nella baia di Liaoluo che forma la costa meridionale dell'isola di Kinmen. Una flotta olandese, guidata dall'ammiraglio olandese Hans Putmans, cercò di imporre il proprio controllo sui trasporti nello stretto di Formosa, mentre i traffici e commerci nella zona del meridionale del mare di Fuijan erano protetti dalla flotta ming sotto il comando dell'ammiraglio Zheng Zhilong. Questo fu il più importante scontro tra una flotta cinese ed una europea prima della prima guerra dell'oppio, svoltasi duecento anni dopo.

## Contesto
All'inizio del XVII secolo, la Cina cambiò la sua politica commerciale, abolendo il blocco del commercio marittimo e permettendo l'attività commerciale con l'estero sulle coste cinesi. La flotta Ming, però, rimase in uno stato di inefficienza tale da permettere ai pirati locali il controllo del commercio via mare. Il pirata Zheng Zhilong, in particolare, controllò le zone costiere della provincia del Fujian grazie alle sue navi dotate di cannoni europei e con una ciurma formata da mercenari provenienti dall'Africa e dal Giappone. Nel 1628, però, i Ming ormai in declino, decisero di arruolare il pirata piuttosto che sprecare forze nella sua cattura. Sebbene la branca più legata alla pirateria della sua ciurma disertò dopo il suo arruolamento, grazie al nuovo status di ammiraglio Zheng Zhilong poté perseguire i suoi vecchi ufficiali pirati. Nella sua lotta contro i pirati che infestavano il mar Cinese, il nuovo ammiraglio cinese fu coadiuvato dal governatore di Formosa, Hans Putmans.
Già da tempo, infatti, gli olandesi cercavano di ottenere il permesso di commerciare liberamente in Cina, ma senza successo. Nel 1622 i mercanti olandesi arrivarono a creare un avamposto commerciale sulle isole Penghu, ma subirono una pesante sconfitta da parte cinese che li obbligò a ritirarsi e a costituire la base della futura colonia a Taiwan. Zheng Zhilong, quindi, promise agli olandesi di intercedere con l'amministrazione cinese per far ottener loro un permesso commerciale dopo averlo aiutato a sconfiggere il suo vecchio sottoposto Li Kuiqi (李魁奇); il governatore Putmans, comunque, non ottenne una garanzia in questo senso nemmeno dopo la riuscita dell'operazione nel 1630. L'ammiraglio cinese però non fu in grado di mantenere la promessa, in quanto nel mentre il vecchio governatore della provincia del Fujian venne sostituito da Zou Weilian, il quale era ostile agli olandesi. Putmans credette che Zheng Zhilong avesse ritirato la sua promessa e che la burocrazia cinese rispondesse solo ad atti di violenza, considerato che arruolavano pirati all'interno della struttura statale. Mentre Zheng Zhilong si apprestava ad attaccare le basi di Liu Xiang e Li Guozhu (李國助), Hans Putmans attaccò di sorpresa le forze cinesi il 7 luglio 1633.

## Attacco olandese
Durante la sua vita in mare, Zheng Zhilong aveva adeguato gli sviluppi della tecnologia europea alle proprie necessità, allestendo le sue navi con cannoni all'avanguardia e mercenari; per questo nel 1633 armò una nuova flotta al passo con gli standard occidentali: mentre la maggior parte delle giunche cinesi avevano al massimo otto piccoli cannoni, le nuove navi di Zheng avevano due ponti che potevano ospitare fino a 36 cannoni. Lo stesso Putmans rimase impressionato dalle navi da guerra dell'ammiraglio cinese, arrivando a scrivere:
Alla nuova flotta, tuttavia, non venne concessa la possibilità di provare il proprio valore, non offrendo resistenza alla flotta olandese che stava navigando intorno all'isola di Gulangyu nella baia di Amoy, pensando fosse amichevole. Infatti gli olandesi aprirono il fuoco contro la flotta senza avvertimenti. Le navi cinesi non erano ancora state concluse e senza ciurma, con all'interno solo gli addetti alla costruzione che saltarono in mare appena iniziò l'attacco. Non appena fu chiaro che i cinesi non avrebbero risposto al fuoco, Putmans ordinò di dar direttamente fuoco alle navi senza sprecare munizioni e polvere da sparo per affondarle. In questo modo tre grosse giunche vennero date alle fiamme e gravemente danneggiate.
In seguito alla distruzione della flotta di Zheng Zhilong, gli olandesi ripresero il mare impuniti, perpetrando saccheggi nei villaggi costieri e catturando le navi che incontravano sulla loro strada. I pirati Liu Xiang e Li Guozhu si unirono alle forze di Putmans e gli olandesi guidarono una piccola coalizioni di pirati che nel complesso poteva contare su 41 giunche e 450 soldati cinesi. Putmans sperava che le azioni di pirateria spingessero i cinesi ad accettare le sue richieste sul libero commercio, ma ottennero un risultato opposto vedendo Zheng Zhilong e Zou Weilian, nemici sul piano politico, unirsi contro la minaccia esterna. Infatti per la pianificazione di un contrattacco, Zheng si attivò per la ricostruzione della flotta e Zou iniziò a radunare comandanti su tutta la costa della provincia di Fujian. Zheng iniziò a radunare anche dei volontari locali da integrare alle sue forze, ricompensandoli con due pezzi d'argento e se la battaglia si fosse prolungata più del previsto, la ricompensa sarebbe stata di 5 pezzi. L'ammiraglio divise i volontari locali su 100 piccoli brulotti condotti da 16 persone ciascuno e con la promessa di 200 pezzi d'argento per l'aver dato fuoco ad una nave olandese. Un'altra ricompensa promessa furono 50 pezzi d'argento per ogni testa di marinaio olandese. Zheng Zhilong spese il suo tempo per la costruzione della flotta, anche se gli olandesi continuavano ad accrescere la loro forza grazie ai pirati che li avevano seguiti. Impersonando degli ufficiali cinesi che recavano delle false promesse di libero commercio presso gli olandesi, Zheng riuscì a carpire dalle loro risposte quali piani avessero in mente. La strategia cinese di temporeggiare portò i suoi frutti, in quanto la flotta olandese fu colpita dalle mareggiate della stagione dei tifoni, mettendo fuori uso 4 navi. Nell'ottobre del 1633, pronto a colpire, Zheng inviò una missiva a Putmans in cui diceva: "Come può essere punito un cane che ha appoggiato la sua testa sul cuscino del luogo di riposo dell'Imperatore?" e portò la sua flotta sul logo dove erano ancorati gli olandesi a Liaoluo Bay.

## Contrattacco cinese
La flotta della Compagnia delle indie orientali olandese era composta dalle navi Broeckerhaven, Slooterdijck, Wieringen, Perdam, Zeeburg, Koudekerke, Zalm e Bleiswijk. Gli olandesi avevano gettato l'ancora nella baia di Liaoluo, al largo dell'isola di Kinmen con 9 vascelli e 50 giunche dei loro alleati pirati e battenti la bandiera della VOC. Dall'altra parte dello schieramento, l'ammiraglio Zheng Zhilong poteva contare su circa 150 giunche che comprendevano navi imperiali, navi mercantili e la sua ammiraglia. 50 di queste erano giunche da guerra.
Lo scontro decisivo si svolse il 22 ottobre, quando la flotta cinese incontrò quella olandese. Come primo ordine, Zheng fece concentrare l'attacco sulle navi olandesi, ignorando le giunche dei pirati. Sapendo della forza delle navi europee, l'ammiraglio cinese decise di dispiegare i brulotti, ma non con le solite chiatte incendiarie, ma con le grandi giunche da guerra. Non aspettandosi una mossa del genere, gli olandesi non riuscirono a salpare l'ancora che si ritrovarono le navi incendiarie addosso. In questo modo la Broeckerhaven venne data alle fiamme. La Slooterdijck venne agganciata da quattro navi da guerra cinesi e, dopo aver respinto due tentativi di abbordaggio, venne infine sopraffatta e catturata. Alcune fonti affermano che la Wieringen venne affondata da un cannoneggiamento cinese, ma in realtà sopravvisse all'attacco e venne riportato in seguito il suo affondamento al largo di Malacca nel 1636. La Koudekerke e la Zalm vennero circondate e abbordate, per questo vennero date per perse dall'ammiraglio olandese, ma si scoprì che riuscirono a ritirassi e raggiungere il delta del Mekong. Hans Putmans ripiegò con i resti della sua flotta su Formosa, mentre i suoi alleati pirati vennero sconfitti a turno. Le navi olandesi riuscirono a sfuggire alle navi cinesi navigando a bolina, andatura che era possibile grazie al complesso equipaggiamento di sartiame con cui erano armate le navi europee dell'epoca.

## Conseguenze
Definita dagli ufficiali cinesi come un "miracolo in mare", la vittoria della baia di Liaoluo ristabilì il prestigio e l'autorita della Cina nello stretto di Taiwan, ponendo fine alle attività di pirateria dell'ammiraglio olandese Hans Putmans sulla costa cinese.
La fama di Zheng Zhilong crebbe e si guadagnò il rispetto di Zou Weilian che propose l'ammiraglio cinese per una promozione. Zheng, però, utilizzò il suo status e l'influenza acquisita grazie alla vittoria per far rimuovere lo stesso Zou; ritrovandosi senza opposizione politica, poté così concedere i diritti di libero commercio agli olandesi, concessione da sempre osteggiata da Zou. In seguito alla vittoria sugli olandesi e la successiva pace stipulata con loro, la marina imperiale cinese non fece ricostruire le navi in stile europeo perse nel 1633.
Il pirata Liu Xiang cercò di ricreare l'alleanza con gli olandesi per ottenere l'appoggio necessario alle sue scorrerie, ma Putmans rifiutò affermando che gli accordi presi con i cinesi erano favorevoli agli interessi della Compagnia. La banda di Liu Xiang verrà poi eliminata verso la metà del XVII secolo da Zheng Zhilong, il quale mantenne incontrastata l'egemonia del commercio marittimo cinese, divenendo uno degli uomini più ricchi della Cina. Le sue entrate vennero stimate a circa tre o quattro volte quelle della Compagnia delle indie orientali olandese.